# 牛津大学比较法论坛
《牛津大学比较法论坛》（Oxford university comparative law forum）为国际比较法领域的权威刊物，同《牛津法学研究》（Oxford Journal of Legal Studies）、《牛津大学普通法评论》（Oxford University of Commonwealth Law Journal）、《牛津大学研究论文集》（University of Oxford Legal Research Paper Series）并列为牛津大学四大官方法学期刊。该刊编辑社由六名牛津大学比较法教授及一名研究生助理编辑组成。实行同级教授审稿制。
国际期刊号为ISSN 1743-8713。

## 外部連結
- Oxford law （页面存档备份，存于）
- Oxford University Comparative Law Forum （页面存档备份，存于）